# Рівняння Калана — Симанзіка
У фізиці, зокрема, в квантовій теорії поля рівняння Калана — Симанзіка — диференціальне рівняння для пропагаторів (n-точкових кореляційних функцій елементарних частинок), що показує їхню незалежність від енергетичного масштабу, на якому визначена теорія. Воно стосується бета-функції теорії та аномальних розмірностей. Рівняння має наступну структуру
{\displaystyle \left[M{\frac {\partial }{\partial M}}+\beta (g){\frac {\partial }{\partial g}}+n\gamma \right]G^{(n)}(x_{1},x_{2},\ldots ,x_{n};M,g)=0}
де {\displaystyle \beta (g)} — бета-функція, {\displaystyle M} — масова (енергетична) шкала, {\displaystyle g} — біжуча (залежна від енергії) стала зв'язку, а {\displaystyle \gamma }  — аномальна розмірність (scaling dimension) функції G.